# NCT 127 (minialbum)
NCT #127 – debiutancki minialbum NCT 127 – położonej w Seulu podgrupy południowokoreańskiego boysbandu NCT. Ukazał się cyfrowo 10 lipca 2016 roku (fizycznie dzień później), był dystrybuowany przez KT Music w Korei Południowej. Płytę promował singel „Fire Truck” (kor. 소방차 (Fire Truck)). W powstaniu albumu uczestniczył siedmiu członków: Taeil, Taeyong, Yuta, Jaehyun, Winwin, Mark i Haechan.

## Lista utworów
| CD | CD                                                           | CD                                            | CD                                                                                         | CD                                | CD      |
| Nr | Tytuł utworu                                                 | Tekst                                         | Kompozycja                                                                                 | Aranżacja                         | Długość |
| -- | ------------------------------------------------------------ | --------------------------------------------- | ------------------------------------------------------------------------------------------ | --------------------------------- | ------- |
| 1. | „Sobangcha (Fire Truck)” (kor. 소방차 (Fire Truck))          | Taeyong, Mark, Jaehyun, Jam Factory           | LDN Noise, Tay Jasper, Ylva Dimberg                                                        | LDN Noise                         | 2:59    |
| 2. | „Yeoreum banghak (Once Again)” (kor. Once Again (여름 방학)) | Jo Yoon-kyung                                 | Chris Wahle, Andreas Oberg                                                                 | Andreas Oberg                     | 3:10    |
| 3. | „Wake Up”                                                    | Kim In-hyung, Baek In-kyung, Cho Jin-joo      | LDN Noise, Tay Jasper                                                                      | LDN Noise                         | 2:57    |
| 4. | „Another World”                                              | Kim Min-ji, Lee Seul                          | Timothy 'Bos' Bullock, Tay Jasper, Adrian Mckinnon, Jamil 'Digi' Chammas, Leven Kali, MZMC | Timothy 'Bos' Bullock, Tay Jasper | 3:32    |
| 5. | „Paradise”                                                   | 1월 8일 (Jam Factory), Jung Joo-hee, Realmeee | Henry Hill, The Colleagues, Otha 'Vakseen' Davis III                                       | The Colleagues, G.Bliz            | 3:27    |
| 6. | „Mad City”                                                   | Mark, Taeyong, Double Dragon                  | Donald 'haZEL' Sales, Double Dragon                                                        | Double Dragon                     | 3:19    |
| 7. | „Switch” (feat. SR15B)                                       | Jung Joon-hee, Kang Eun-jung                  | Tay Jasper, Trey Campbell, Rosina 'Soaky' Russell, LDN Noise                               | LDN Noise                         | 3:05    |

## Notowania
| Lista                        | Pozycja |
| ---------------------------- | ------- |
| French Digital Albums (SNEP) | 79      |
| Oricon Album Chart           | 40      |
| Gaon Album Chart             | 1       |
| Billboard Heatseekers Albums | 22      |
| Billboard World Albums       | 2       |
| Five Music (Tajwan)          | 7       |

## Sprzedaż
| Kraj                    | Sprzedaż                      |
| ----------------------- | ----------------------------- |
| Korea Południowa (Gaon) | 116 647 (stan na lipiec 2019) |
| Japonia (Oricon)        | 6235                          |